# Comisión Electoral de Tailandia

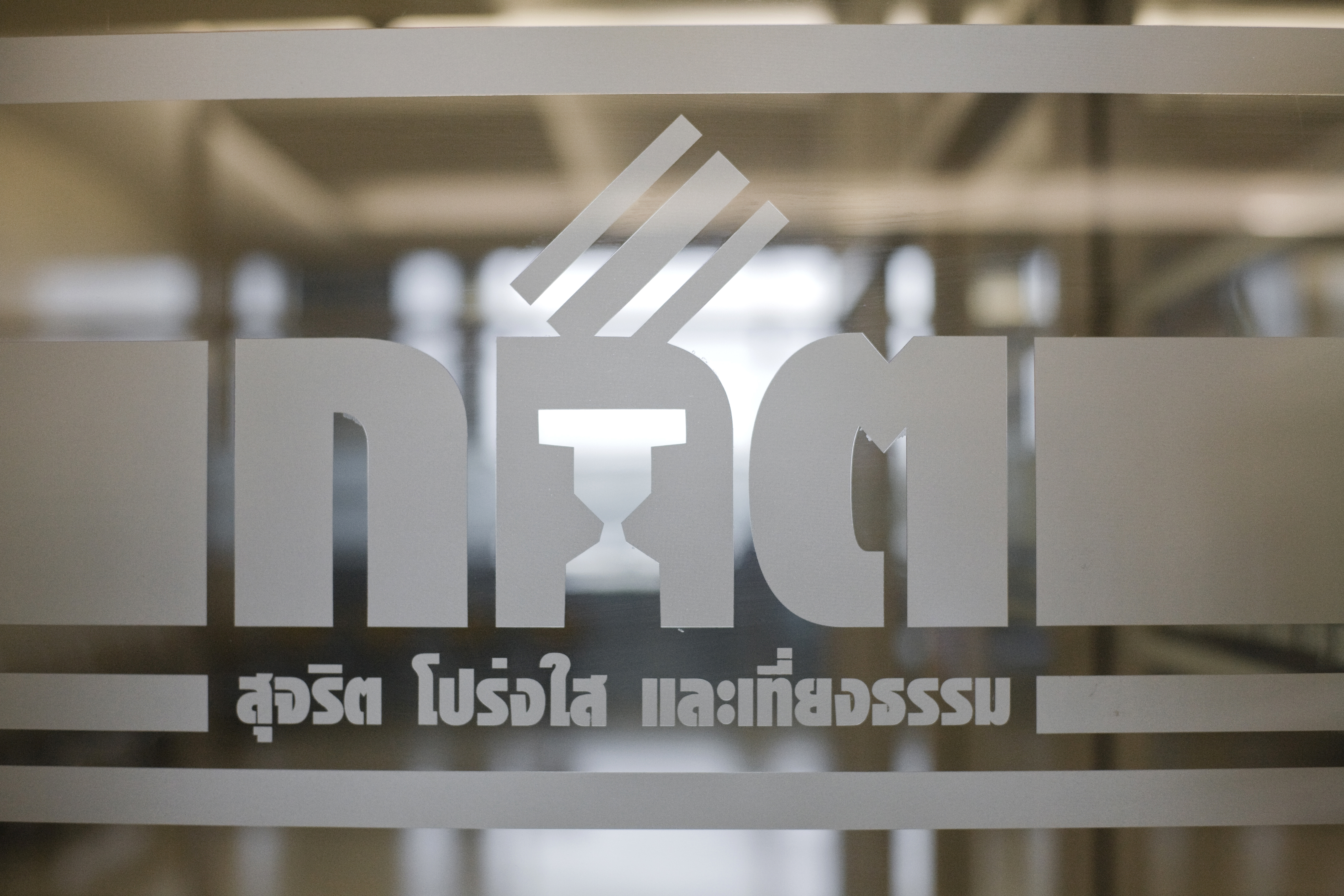
Comisión Electoral de Tailandia

La Comisión Electoral de Tailandia (en tailandés: สำนักงาน คณะ กรรมการ การ เลือกตั้ง) es un organismo gubernamental independiente encargado de supervisar las elecciones de Tailandia para el Senado, Cámara de Representantes y los distritos en todo el país. Establecida por la Constitución de 1997, la Comisión Electoral tiene amplias facultades para administrar, supervisar y regular el proceso electoral. A lo largo de su historia ha adoptado un planteamiento muy intervencionista para las elecciones de 2000 al Senado, la Cámara de Representantes en las elecciones de 2001 y de 2006, descalificando candidatos y obligando a nuevos procesos electorales.